# Tư Mã Duệ (Bắc triều)
Tư Mã Duệ (chữ Hán: 司马裔, 507 – 571), tên tự là Tuân Dận, người huyện Ôn, quận Hà Nội là tướng lĩnh nhà Tây Ngụy, Bắc Chu cuối thời Nam Bắc triều trong lịch sử Trung Quốc.

## Thân thế
Tư Mã Duệ là cháu 11 đời của Thái thường Tư Mã Quỳ, em trai Tư Mã Ý.
Ông cụ là Lang Da Trinh vương Tư Mã Sở Chi, danh tướng nhà Bắc Ngụy.
Ông nội là Lang Da Khang vương Tư Mã Kim Long, được tặng Tư không công.
Cha là Ngư Dương Trang tử Tư Mã Duyệt, làm đến Dự Châu thứ sử. Năm Vĩnh Bình đầu tiên (508), Duyệt bị Bạch Tảo Sanh sát hại (xem bài Nguyên Anh và Hình Loan), được tặng Thanh Châu thứ sử .
Anh Duệ là Phỉ được kế tự, cưới em gái của Bắc Ngụy Tuyên Vũ đế là Hoa Dương công chúa, làm đến Phụ mã đô úy, Viên ngoại tán kỵ thường thị, tặng Thương Châu thứ sử .

## Sự nghiệp

### Làm tướng nhà Tây Ngụy
Duệ sớm mồ côi cha, có chí hướng và tiết tháo; được châu quận vời triệu, đều không nhận lời. Ban đầu, Duệ rời nhà làm Tư đồ phủ tham quân sự . Sau đó nhờ quân công, được thụ Trung kiên tướng quân, Viên ngoại tán kỵ thường thị. Khi Bắc Ngụy Hiếu Vũ đế chạy vào Quan Trung, Duệ đang ở Nghiệp, ngầm bỏ về quê nhà, có ý chống lại quyền thần Cao Hoan .
Năm Đại Thống thứ 3 (537), quân Tây Ngụy chiếm Hoằng Nông, Duệ bèn nổi dậy ở Ôn Thành, sai sứ xin hàng. Duệ cùng tướng Đông Ngụy là bọn Cao Vĩnh Lạc, Vương Lăng đêm ngày giao chiến, lực lượng ít hơn nên không địch nổi, nghĩa quân tử thương quá nửa. Khi quân Tây Ngụy đông tiến, Duệ đưa quân bản bộ tham chiến ở Hà Kiều, lại riêng đánh huyện Hoài, bắt tướng địch là Ngô Phụ Thúc. Từ đây Duệ nhiều lần giao chiến với quân Đông Ngụy, trận nào cũng có chiến công .
Năm thứ 6 (540), được thụ Hà Nội quận thú. Sau đó được gia Trì tiết, Bình đông tướng quân, Bắc Từ Châu thứ sử .
Năm thứ 8 (542), soái nghĩa quân vào triều. Vũ Văn Thái khen ngợi, đặc biệt ân thưởng. Ít lâu sau, Hà Nội có 4000 nhà quy phụ, đều là đồng hương của Duệ, Thái bèn thụ ông làm Tiền tướng quân, Thái trung đại phu, lãnh Hà Nội quận thú, lệnh cho Duệ giúp lưu dân an cư .
Năm thứ 13 (547), Duệ đánh chiếm 3 thành Bình Tề, Liễu Tuyền, Liệu Ổ của Đông Ngụy, bắt được Trấn tướng Lý Hi Chi. Được gia thụ Đô đốc .
Năm thứ 15 (549), Vũ Văn Thái lệnh cho các tướng nghĩa quân ở Sơn Đông có thể đưa lực lượng vào Quan Trung thì đều được trọng thưởng thêm. Duệ vốn đưa 7000 hộ đến đầu tiên, nên Thái muốn phong tước cho ông, Duệ cố từ chối rằng: "Kẻ sĩ làm việc nghĩa, rời quê nhà, lìa thân thích, từ xa xôi về với triều đình, đều là khởi phát từ tấm lòng thành, há Duệ có thể ép buộc họ. Nay Duệ nhận tước phong, tức là bán kẻ sĩ để cầu vinh, không phải sở nguyện vậy!" Thái khen ngợi mà nghe theo. Được thụ Soái đô đốc, bái vợ ông Nguyên thị làm Tương Thành quận công chúa .
Năm thứ 16 (550), Vũ Văn Thái tấn công nước Bắc Tề mới dựng, Duệ xin làm tiền phong, tiến vào Kiến Châu, phá tướng Đông Ngụy là Lưu Nhã Hưng, chiếm được 5 thành .
Năm Tây Ngụy Phế đế đầu tiên (552), Duệ nhận lệnh đưa quân bản bộ đi trấn thủ Hán Trung. Nhận chức Bạch Mã thành chủ, đeo hàm Hoa Dương quận thú, gia thụ Phủ quân tướng quân, Đại đô đốc, Thông trực tán kỵ thường thị .
Năm thứ 2 (553), chuyển đi trấn thủ quận Tống Hi. Sau đó soái quân bản bộ theo Úy Trì Huýnh đánh Thục, cùng Sất La Hiệp phá lực lượng binh sĩ nổi dậy của Triệu Hùng Kiệt ở Hòe Lâm, dẹp Đặng Phỉ ở Tử Đồng. Nhờ công được ban tước Long Môn huyện tử, Hành Bồ Châu thứ sử. Sau đó được làm Hành Tân Thành quận sự .
Năm Tây Ngụy Cung đế đầu tiên (554), được thụ Sứ trì tiết, Xa kỵ đại tướng quân, Nghi đồng tam tư, Tán kỵ thường thị, bản quận Trung chánh (tức quận Hà Nội) .

### Làm tướng nhà Bắc Chu
Bắc Chu Hiếu Mẫn đế lên ngôi (557), Duệ được nhận chức Ba Châu thứ sử, tiến làm Sứ trì tiết, Phiếu kỵ đại tướng quân, Khai phủ nghi đồng tam tư, tiến tước Lang Da huyện bá, thực ấp 500 hộ .
Năm Bảo Định thứ 2 (562) thời Vũ đế, được vào triều làm Ngự bá trung đại phu, tăng ấp kể cả trước đó là 1500 hộ .
Năm thứ 4 (564), được chuyển làm Ngự chánh trung đại phu, tiến tước làm công. Quyền thần Vũ Văn Hộ tấn công Bắc Tề, Duệ soái quân bản bộ cùng Thiếu sư Dương Phiếu giữ Chỉ Quan, lập tức được thụ chức Hoài Châu thứ sử , Đông đạo úy lạo đại sứ .
Năm thứ 5 (565), được chuyển làm Thủy Châu thứ sử .
Năm Thiên Hòa đầu tiên (566), thủ lĩnh người Man ở Tín Châu là bọn Nhiễm Lệnh Hiền nổi dậy, liên kết hơn 2000 ngôi làng. Duệ theo Thượng Dung công Lục Đằng đánh dẹp. Duệ theo lối Khai Châu tiến vào, trước tiên sai sứ tuyên cáo họa phúc. Thủ lĩnh người Man là bọn Nhiễm Tam Công của hơn 30 thành đều đến hàng phụ. Quan quân tiến đến Song Thành, thủ lĩnh là bọn Hướng Bảo Thắng soái bộ lạc dựa vào chỗ hiểm yếu mà cố thủ; đồng đảng của Bảo Thắng là Hướng Thiên Vương làm ngoại viện. Duệ đêm ngày vây đánh, trước mặt sau lưng đều có địch. Từ xuân đến thu, đôi bên giao chiến hơn 50 trận, lương thực và vật tư của Bảo Thắng đều cạn, kiệt sức nên chịu đầu hàng. Duệ tiếp tục đánh chiếm một tòa thành ngoan cố chưa hàng, rồi bắt được tướng lãnh nghĩa quân là bọn Nhiễm Tây Lê, Hướng Thiên Vương. Quan quân tiến đánh lần nữa, các thủ lĩnh người Man đều hàng phục. Duệ được bái làm Tín Châu thứ sử .
Năm thứ 5 (570), được thăng Đồng Châu thứ sử .
Năm thứ 6 (571), được trưng về kinh sư, bái làm Đại tướng quân, nhận chức Tây Ninh Châu thứ sử, còn chưa lên đường thì mất . Hưởng thọ 65 tuổi .

## Hậu sự
Duệ tính thanh liêm, kiệm ước, không thu vén cho gia đình; có được bổng lộc, chia cả cho thân thích; vào ngày ông mất, tài sản chẳng dư dả gì. Cửa nhà nhỏ xấu, không có chỗ để lo liệu việc tang, triều đình hạ chiếu cho xây dựng từ đường .
Được tặng Đại tướng quân, gia Hoài, Thiệu, Phần, Tấn 4 châu thứ sử. Thụy là Định. Con là Khản được kế tự .